# São João do Oriente
São João do Oriente este un oraș în Minas Gerais (MG), Brazilia.